# Sardinata
Sardinata – miasto w Kolumbii, w departamencie Norte de Santander.